# Oberes Donautal
Oberes Donautal este o arie protejată (arie de protecție specială avifaunistică — SPA) din Austria întinsă pe o suprafață de 924 ha, integral pe uscat.

## Localizare
Centrul sitului Oberes Donautal este situat la coordonatele 48°27′15″N 13°51′35″E / 48.4542°N 13.8597°E.

## Înființare
Situl Oberes Donautal a fost declarat arie de protecție specială avifaunistică în decembrie 1997 pentru a proteja 10 specii de animale.

## Biodiversitate
Situată în ecoregiunea continentală, aria protejată nu include niciun habitat protejat.
La baza desemnării sitului se află mai multe specii protejate de  păsări (10): pescăruș albastru (Alcedo atthis), cocoșul de mesteacăn (Bonasa bonasia), buha (Bubo bubo), barză neagră (Ciconia nigra), ciocănitoare neagră (Dryocopus martius), șoim călător (Falco peregrinus), codalb (Haliaeetus albicilla), sfrâncioc roșiatic (Lanius collurio), viespar (Pernis apivorus), ciocănitoare verzuie (Picus canus).